# Le Grand-Quevilly
Le Grand-Quevilly este un oraș în Franța, în departamentul Seine-Maritime, în regiunea Normandia. Face parte din aglomerația orașului Rouen.

## Comune vecine
|          | Le Petit-Quevilly & Rouen | Sotteville-lès-Rouen     |
| Canteleu |                           | Saint-Étienne-du-Rouvray |
|          | Petit-Couronne            |                          |

## Orașe înfrățite
Sunt 5 orașe înfrățite cu Le Grand-Quevilly:
- Morondava, Madagascar din  1964
- Ness Ziona, Israel din  1964
- Laatzen, Germania din  1966
- Lévis, Canada din  1969
- Hinckley, Anglia din  1976[3]

## Personalități marcante
- Marc-Antoine Girard de Saint-Amant (1594–1661), poet,
- Laurent Fabius, (1946-), om politic francez (PS), Prim-ministrul (1984–1986),
- Gérard Lelièvre (1949-), atlet, campion mondial în sală 1985 (20 km marș),
- Franck Dubosc (1963-), comedian,
- Philippe Torreton (1965-), comedian,
- Ugo Legrand (1989-), judoka, campion european 2012.